# Anthidiellum apicepilosum
Anthidiellum apicepilosum is een vliesvleugelig insect uit de familie Megachilidae. De wetenschappelijke naam van de soort is voor het eerst geldig gepubliceerd in 1929 door Dover.